# 卡利尼夫卡 (葉拉涅茨市鎮)
47°38′7″N 31°54′29″E / 47.63528°N 31.90806°E
卡利尼夫卡（烏克蘭語：Калинівка），是烏克蘭南部尼古拉耶夫州沃兹涅先斯克区葉拉涅茨市鎮的村落。始建於1922年，面積1.34平方公里，海拔高度100米，2001年人口944，人口密度每平方公里704.5人。